# 運命に、似た恋
『運命に、似た恋』（うんめいに、にたこい）は、2016年9月23日から11月11日までNHK総合・ドラマ10枠にて放送された日本のテレビドラマ。全8回。北川悦吏子作、原田知世・斎藤工ダブル主演。
「ラブストーリーの神様」と称される脚本家・北川悦吏子のNHK初執筆作品となる、大人の純愛物語。生活のため日々懸命に働く45歳でバツイチの女性と、その目前に現れた若手の超一流デザイナーが、互いの境遇の違いを越えて恋に堕ちていく様子を描く。

## あらすじ
カスミ（原田知世）は離婚歴があり、高校生の息子と二人暮らし。
富裕層向けの配達クリーニング店で懸命に働き、何とか生計を立てていた。
ある日、カスミは配達先で、ユーリ（斎藤 工）というデザイナーの男に出会う。
カフェの内装から家具、小物に至るまで、あらゆるもののデザインに挑戦し、その世界で若手No.1と目される存在。
彼は、なぜかカスミに馴れ馴れしく、ちょっかいをかけてくる。カスミは当初は警戒するが、やがて、彼が根は純粋な人物である事を知り、惹かれてゆく。
しかしユーリには、いろいろと謎めいた部分があった。
彼はすでにマホ（山口紗弥加）という女性と関係を持っていたし、師匠である世界的デザイナー・深見ヨシタカ（奥田瑛二）に対しては、なぜか絶対服従だった。
ある日カスミは、ユーリが自分にとっての“運命の人”だったのでは、と気づく。
それは、カスミが今も心のよりどころにしている、大切な記憶に関わることだった…。
それぞれに“何か”を抱えた女たち、男たちの切実な想いが交錯し、本当の“運命”へと突き進んでいく。

## 登場人物

### 主要人物
桜井 香澄（カスミ）〈45〉
演 - 原田知世（少女時代カスミ：蒼波純）
高校生の息子を持つシングルマザー。生計を立てるために、富裕層向けの配達クリーニング店「ブランシェス」で働く。
小沢 勇凛（ユーリ）
演 - 斎藤工（少年時代ユーリ：神尾楓珠）
新進気鋭の超一流デザイナー。デザイン事務所「オフィスイルカ」を構え、内装から家具、小物まであらゆるデザインを手がける。
白井 真帆（マホ）
演 - 山口紗弥加
大手家具メーカー「日本デザイン家具」の社長夫人。ユーリと大人の割り切った関係で、クリーニング店「ブランシェス」の得意客。
藤井 洋治（ヨージ）
演 - 小市慢太郎
カスミの元夫。カメラマン。若い女性と再婚後も、カスミの元に金の無心に訪れる。
綾瀬 莉々（リリ）
演 - 大後寿々花
ユーリのデザイン事務所「オフィスイルカ」のスタッフ。
葵 海知（カイチ）
演 - 渋谷謙人
ユーリのデザイン事務所「オフィスイルカ」のスタッフ。
桜井 つぐみ
演 - 西山潤
カスミの1人息子。高校3年生。陸上部で走高跳の選手。
カメ子
演 - 久保田紗友
つぐみと同じ高校に通う高校生。写真オタク。
秘書・麗子
演 - 河井青葉
ヨシタカの秘書。
白井 努
演 - 岡本信人
「日本デザイン家具」社長。マホの夫。
藤井 灯（アカリ）
演 - 草笛光子
ヨージの母。写真館を経営する。カスミの相談相手。
深見 芳孝（ヨシタカ）
演 - 奥田瑛二
巨匠デザイナー。ユーリの師匠で、「日本デザイン家具」特別顧問。能登在住。

### その他
アムロ
演 - 生駒星汰
カスミが少女時代に能登で出会った少年。
川野店長
演 - 中本賢
カスミが勤めるクリーニング店「ブランシェス」の店長。
客
演 - 内海桂子
クリーニング店「ブランシェス」の客。
真鍋
演 - 重田千穂子
クリーニング店「ブランシェス」の店員。カスミの同僚。
ヨシエ
演 - 竹下明子
クリーニング店「ブランシェス」の店員。カスミの同僚。
鎌田 たいこ
演 - 佐藤夕美子
クリーニング店「ブランシェス」の店員。カスミの同僚。
「オフィスイルカ」スタッフ
演 - 堀口ひかる
ユーリのデザイン事務所「オフィスイルカ」のスタッフ。
「オフィスイルカ」スタッフ
演 - 宮本亜里沙
ユーリのデザイン事務所「オフィスイルカ」のスタッフ。
「オフィスイルカ」スタッフ
演 - 坂口丈治
ユーリのデザイン事務所「オフィスイルカ」のスタッフ。
倉田 レオン
演 - 柄本時生
新進気鋭のデザイナー。
小島 ナナミ
演 - 田実陽子
ツグミのバイト先のコンビニの同僚。
田中
演 - 高田敏江
カスミの家の近所に住む女性
奥田院長
演 - 鈴木正幸
ユーリがキッズルームのデザインを手がける能登の小児病院の院長。
小笠原医師
演 - 阿南健治
東都大学医学部附属病院の医師。ユーリの主治医。
「週刊群青」編集長
演 - 松田洋治
雑誌「週刊群青」誌上で、ユーリの盗作疑惑を報じる。

## スタッフ
- 作 - 北川悦吏子
- 音楽 - Youki Yamamoto
- 主題歌 - Cocco「樹海の糸」
- デザイン協力（タイトルロゴ・勇凛作品デザイン） - 佐藤オオキ
- 制作統括 - 須崎岳
- 演出 - 一木正恵、石塚嘉
- 制作・著作 - NHK

## 放送日程
| 各話   | 放送日   | サブタイトル     | 演出     |
| ------ | -------- | ---------------- | -------- |
| 第1回  | 09月23日 | 禁じられた遊び   | 一木正恵 |
| 第2回  | 09月30日 | 一夜だけ咲く花   | 一木正恵 |
| 第3回  | 10月07日 | 恋に落ちる       | 石塚嘉   |
| 第4回  | 10月14日 | 本当の嘘（うそ） | 石塚嘉   |
| 第5回  | 10月21日 | 秘密             | 一木正恵 |
| 第6回  | 10月28日 | 君を疑う         | 一木正恵 |
| 第7回  | 11月04日 | 君のいない世界   | 石塚嘉   |
| 最終回 | 11月11日 | ふたりの永遠     | 一木正恵 |

## 関連商品

### ノベライズ
- 北川悦吏子『運命に、似た恋』（2016年10月7日、文春文庫、ISBN 978-4-16-790702-0）[4]

### サウンドトラック
- Youki Yamamoto『NHKドラマ10「運命に、似た恋」オリジナル・サウンドトラック』（2016年12月14日、VAP、VPCD-81892）

### DVD
- 運命に、似た恋 DVD-BOX（2017年4月19日、VAP、VPBX-15845）
  - 【DISC収録内容】
    - DISC1
      - 本編 - 第1・2話 収録
      - 特典映像 - 原田知世インタビュー（（『スタジオパークからこんにちは』（2016年9月21日放送）より）

    - DISC2
      - 本編 - 第3・4話 収録
      - 特典映像 - ノンクレジットエンディング

    - DISC3
      - 本編 - 第5・6話 収録
      - 特典映像 - 劇伴音楽録音メイキング

    - DISC4
      - 本編 - 第7話・最終話 収録
      - 特典映像 - オールアップ集（主要レギュラー10名（原田知世・斎藤工・山口紗弥加・大後寿々花・渋谷謙人・西山潤・小市慢太郎・岡本信人・草笛光子・奥田瑛二）のオールアップ風景を収録）

    - 封入特典
      - 特製ブックレット(16P)

## その他
- 同じく北川悦吏子の脚本作品である2018年度上半期放送のNHK連続テレビ小説『半分、青い。』において、主人公が執筆する漫画『一瞬に咲け』は、本作の登場人物であるつぐみとカメ子のサイドストーリーの仕立てとなっている[5]。